# 수르지크어
수르지크어(우크라이나어: суржик)는 우크라이나 인구의 15~20%가 사용하는 혼합 언어 또는 사회 방언이다. 일반적으로 우크라이나어의 기층에 러시아어 상층이 혼합된 언어를 뜻한다. 우크라이나어 문법과 발음을 토대로 러시아어의 어휘가 결합되는 형태이다. ‘수르지크’는 원래 ‘혼합된 곡물(예를 들어 밀과 호밀)로 만든 빵이나 가루’를 뜻한다.
지역에 따라, 때로는 사람에 따라 양 언어의 어휘 사용 실태가 달라진다. 이는 교육의 정도, 개인의 체험, 농촌과 도시 환경의 차이, 대화하는 상대의 출신지에 따라 다양하게 변화한다. 대체로 러시아어 어휘의 비율과 러시아어 음운 체계의 영향은 동쪽과 남쪽으로 갈수록, 또 러시아어를 사용하는 대도시에 가까이 갈수록 서서히 증가한다.
우크라이나어와 러시아어가 고대에 같은 언어에서 나왔다는 사실은 수르지크어와 같은 일상 언어에서 그 둘이 얼마나 혼합되었는지 그 정도를 쉽게 파악하기 어렵게 만든다. 수르지크어는 흔히 익살을 부리는 수단으로 쓰인다. 레시 포데르비얀스키(Лесь Подерв'янський)의 짧은 희곡이 그 예이다. 이와 비슷한 예로 벨라루스에서는 벨라루스어와 러시아어를 혼합한 트라샨카어가 쓰인다.

## 정의
우크라이나 학술원의 정의는 수르지크를 무엇인지 정의하는 데 있어 가장 빈번하게 인용된다. 수르지크가 언중들에게 일반적으로 러시아어와의 혼합물로 인식된다는 점을 명시하지 않으며, 순수한 언어와 순수하지 않은 언어의 기준을 적용한다는 점에서 논란의 여지가 있다. 우크라이나어 또한 러시아어와 인위적으로 결합된 것이 아니며, 언어는 인위적으로 결합될 수 있는 것이 아니라는 점에서 편찬자의 수르지크에 대한 부정적인 시각이 반영되어 있다는 지적이 있다. 이러한 시각은 언어학 내 우크라이나 학자들의 시각이 반영된 담론이다.
4세기 가량 지속된 러시아의 지배로 인하여 우크라이나어의 발달이 늦었고 넓은 범위에서 러시아어로의 언어적 동화가 진행되었던 배경에서 우크라이나어는 민족어로서 국가 공식 언어로 기능하며 우크라이나의 문화적인 독자성을 확보해야 한다는 정치적 요구도 있었다. 이러한 정치적 상황은 언어 정책에 영향을 끼칠 수밖에 없었다.
흐로마즈카 둠카(Громадська думка)의 2006년 조사에 의하면 응답자의 2/3가 우크라이나어 및 러시아어와 관련된 것이라는 응답을 하였다. 두 언어 중 어떤 언어가 바탕이 되는지에 관한 의견은 갈렸으나 두 언어가 섞였다는 사실 외에 다른 사항이 큰 의미를 지니지 않는다는 점은 설문이나 면접에 응할 때 응답자들이 수르지크의 뜻을 따로 확인하지 않고 바로 응답한다는 것에서 알 수 있다.

## 문학
문학 언어로서의 수르지크는 1819년 쓰여진 이반 코틀랴레우스키의 작품 《나탈카 폴탑카》(Наталка Полтавка)에서 처음으로 등장한다. 코틀랴레우스키의 작품들이 우크라이나어로 출판된 최초의 문학작품이라는 점에서 실체적 언어에 해당한다고 볼 수 있다. 하지만 《나탈카 폴탑카》의 수르지크는 작품 내 지방 판사와 나탈카의 대화 장면에서 메시지를 전달하기 위해 부분적으로 정제되어 삽입된 것으로 일상적인 수르지크가 우크라이나 문학에서 등장하는 것은 미하일로 스타리츠키에 의해 1883년 쓰여진 《두 마리 토끼 쫓기》(За двома зайцями)이다. 이 작품에서는 신분상승을 추구하는 남녀 주인공을 희화화하기 위한 문학적 도구로 수르지크가 사용된다.
예를 들어, 수르지크에서 나타나는 현상인 전설 비원순 저모음화를 그대로 작품에 사용하므로써 러시아 상류층을 모방하려는 주인공 남녀를 희화화한다.

## 음운론
구개음화, 연음화가 나타나며, 또한 슬라브어에서 나타나는 /o/와 /e/가 전설 비원순 저모음화(Аканье)되는 현상도 발견된다.

## 참고 문헌
- 정영주 (2015). “외국어로서의 우크라이나어 교육의 관점에서 본 수르지크”. 《러시아어문학연구논집》 (50): 321-353.
- 허승철 (2009). “우크라이나의 이중 언어 상황과 언어의 정치학”. 《러시아어문학연구논집》 (30): 315-341.
- 허승철 (2013). “수르직(Surzhyk) 연구 서설: 수르직의 정의, 성격, 유형론에 대한 비판적 접근”. 《러시아어문학연구논집》 (43).
- Кузнецова, Ирина; Савченко, Александр; Хмелевский, Михаил (2018년 6월). “Киевский суржик как феномен украинской городской разговорной речи (на примере комедии М. П. Старицкого "за двумя зайцами")”. 《Языкознание и литературоведение》 (러시아어) (Вестник Чувашский государственный педагогический университет(ЧГПУ)): 92-102.

## 같이 보기
- 트라샨카어